# إصبع مكسور
كسر الإصبع (broken finger)، المعروف أيضًا بإسم ( finger fracture) ، هو كسر في العظام يؤثر على إحدى عظام الإصبع الثلاثة أو عظمتين في الإبهام.  قد تشمل الأعراض على: الألم و التورم و الكدمات و التشوهات و انخفاض القدرة على تحريك الإصبع.  قد تشمل المضاعفات الألم طويل الأمد، و التصلب، و انخفاض وظيفة الأصابع. 
سبب الحالة عادة ما يكون إصابة مؤلمة، مثل ضربة مباشرة، أو سحق، أو قطع   الذي قد يحدث أثناء السقوط أو الإصابات الرياضية.  أما الكسور المرضية الناتجة عن العدوى أو الورم فهي أقل شيوعًا.  يعتمد التشخيص بشكل عام على الأشعة السينية.  و يجب أن يتضمن الفحص البحث عن التداخل بين الأصابع. 
قد يشمل العلاج استخدام الشريط اللاصق، أو التجبير، أو الجراحة. هذه الأخيرة لا تكون ضرورية بشكل عام للكسور المستقرة التي لا تشمل المفصل، و كسور السُّلَامَى البعيدة ، و أصابع المطرقية.  وقد تستفيد الكسور غير المستقرة، تلك التي تنطوي على المفصل، أو تلك التي تعاني من مشاكل في الأوتار من الجراحة.  قد تشمل الجراحة وضع أسلاك كيرشنر.  و النتائج تكون جيدة عمومًا.  يعتبر كسر الإصبع شائعًا نسبيًا حيث يصيب حوالي 1 من كل 10000 شخص سنويًا في الولايات المتحدة. و يُصاب الذكور بهذه الحالة أكثر من الإناث. 